# 海洋領主
海洋領主（英語：Ocean Master，又譯作海主）是一名登場於由DC漫畫出版的漫畫書中的虛構超級反派，為水行俠的兄弟。首次登場於《水行俠》#29（1966年9月），由巴布·哈尼與尼克·卡爾迪共同創作。

## 人物
歐姆·庫瑞（英語：Orm Curry）是水行俠（亞瑟）同父異母的弟弟（新52改成同母異父，母親為亞特蘭娜皇后），為亞瑟的父親湯姆·庫瑞與一位名瑪麗·奧沙利文的女性的孩子。他從小就活在亞瑟的陰影下，因為他沒有水行俠的力量而是一名普通人：成年後得了失憶症而忘記了他以前的生活，並作為一個輕罪犯，之後失蹤。
事隔多年，自命名為歐姆·馬略斯（Orm Marius）和「海洋領主」，成了一名起初襲擊船隻後引發自然災害的海盜，儘管被水行俠和海少俠抓住但仍被他設法逃走。水行俠攻擊他後看見了面具下的面容就是自己的半親兄弟，因而收了手讓他離開。之後，海洋領主認為水行俠畏懼自己，決定推翻水行俠和篡奪他的王位。由於海洋領主無法生存在水下，所以他作了一個特別的服裝和頭盔以幫助他呼吸。在和水行俠發生多次衝突後，於《水行俠》#50（1970年3-4月）中死俠佔據了他的身體和解除了記憶的枷鎖，因而恢復了記憶。但他仍持續暗算著水行俠。

## 能力
海洋領主擁有操縱魔法的能力，如心靈感應和魔法螺旋。在與魔王Neron作交易後，海洋領主的魔法力量變得更為強大，但代價是使自己的臉滿是傷痕；他的力量來自於三叉戟，但若與三叉戟分離會使自己的遭受劇烈的疼痛。他還戴著頭盔以讓他在水下呼吸和穿著特殊防彈衣來讓他承受水壓，並擁有部分物理攻擊的防禦。
在The New 52的重啟計畫後，他能操縱雷電三叉戟和頭盔來引發海嘯與水龍捲等強大招式，並和水行俠等亞特蘭蒂斯人一樣能在海底呼吸（原本的他是無法在水下呼吸）。

## 其他媒體

### 電視劇
- 《正義聯盟》：配音員為李察·葛林。
- 《蝙蝠俠智勇悍將》：配音員為華勒斯·蘭漢。
- 動畫《少年正義聯盟》：配音員為羅傑·克雷格·史密斯。第一季為光明會主要成員，第二季被黑蝠鱝取代關入亞特蘭提斯的監獄六年，第三季出獄後啟動「核選項」殺光超級英雄的家人而被西瓦女士組止所殺。

### 電影

#### 動畫電影
- 《正義聯盟：閃電俠之逆轉》（2013）：由詹姆斯·帕特里克·斯圖亞特配音。
- 《正義聯盟：開戰》（2014）：由史蒂芬·布魯姆配音。
- 《正義聯盟：亞特蘭提斯的王位》（2015）[1][2][3][4]：由山姆·威特沃配音[5]。

#### 真人電影
- DC擴展宇宙：由派翠克·威爾森飾演。
  - 《水行俠》（2018）：據傳聞，卡爾·厄本有望於華納兄弟公司於2018年推出的電影《水行俠》中飾演海洋領主[6]。後來於2016年12月，正式宣布由派翠克·威爾森飾演該角。
  - 《水行俠2》（2023）

### 電子遊戲
- 《DC 超級英雄 Online》：配音員為Sandy McIlree。
- 《超級英雄：武力對決》：只在對話中短暫提及。
- 《塗鴉冒險家：DC漫畫冒險》：作為遊戲反派之一。

## 外部連結
- Biography on Orm
- Alan Kistler's Profile On Aquaman - A retrospective by comic book historian Alan Kistler tracing Aquaman's history from 1941 all the way to the present day.